# Myliobatis tobijei
Myliobatis tobijei är en rockeart som beskrevs av Pieter Bleeker 1854. Myliobatis tobijei ingår i släktet Myliobatis och familjen örnrockor. IUCN kategoriserar arten globalt som otillräckligt studerad. Inga underarter finns listade i Catalogue of Life.